# بوغوتول
بوغوتول (بالروسية: Боготол) هي إحدى مدن روسيا في الكيان الفدرالي الروسي كراسنويارسك كراي.